# Penikkajärvi (sjö i Finland, Lappland)
Penikkajärvi är en sjö i Finland. Den ligger i kommunen Kittilä i landskapet Lappland, i den norra delen av landet, 800 km norr om huvudstaden Helsingfors. Penikkajärvi ligger 217,5 meter över havet. Arean är 6,7 hektar och strandlinjen är 1,53 kilometer lång. Sjön  ingår i Kemi älvs huvudavrinningsområde. 